# Coptomia decepta
Coptomia decepta är en skalbaggsart som beskrevs av Oliver Erichson Janson 1895. Coptomia decepta ingår i släktet Coptomia och familjen Cetoniidae. Inga underarter finns listade i Catalogue of Life.